# Bryce Johnson (giocatore di baseball)
Bryce Christopher Johnson (Cypress, 27 ottobre 1995) è un giocatore di baseball statunitense, di ruolo esterno che gioca per i San Diego Padres (MLB).
A livello di college baseball, Johnson ha giocato con la Sam Houston State University, per poi essere scelto dai San Francisco Giants nel Draft 2017, con cui ha poi esordito nel 2022. Nel 2021, Johnson ha fatto registrare il massimo di basi rubate della West Division nella Pacific Coast League (AAA).